# الزندان
الزندان هوَ مَوقِع أثري يَقع جنوب المقدادية على مبعدة 12 كم، من أكبر المواقع التاريخية الشاخصة في ديالى (محافظة) الذي يعود زمن انشائه إلى الفترة الساسانية بحدود القرن الثالث الميلادي، وهو بناء باهر ضخم على شكل مستطيل يمثل انموذجا لطراز البناء في العهد الاخير من تلك المرحلة إذ يتكون من 16 برجاً طمست معالم أربعة منها وله بابان ويبلغ سمك جدار البرج 19 قدماً يحوي كل برج منها ثلاث فتحات معدة لوقوف حارسين وهذا ما يؤكد الغرض الاساسي من التصميم الذي استخدم آنذاك لصد الهجمات الرومانية.